# Aliou Mbaye
Pour les articles homonymes, voir Mbaye.
Aliou Mbaye, (1966, Dakar), est un reporter-photographe sénégalais qui travaille pour l'Agence panafricaine de presse (Panapress). Il est le secrétaire général de l'Union nationale des photojournalistes du Sénégal (UNPJ).

## Biographie
Autodidacte, il se lance dans la photographie de quartier au début des années 1990, enchaîne avec la presse locale, avant d'être engagé par deux quotidiens nationaux, Dakar Soir et La Nouvelle, puis par l'agence Panapress.
En 2003 son travail est présenté lors des Rencontres africaines de la photographie à Bamako, où son reportage sur la lutte sénégalaise avec frappe est remarqué. En 2006 il est le lauréat du concours organisé par l'ambassade des Pays-Bas à Dakar à l'occasion du passage de l'exposition World Press Photo.